# دهستان حومه (بن)
دهستان حومه (بن) یکی از دو دهستان بخش مرکزی شهرستان بن در استان چهارمحال و بختیاری ایران است. دهستان حومه (بن) در دی ماه سال ۱۳۹۱ با تصویب هیئت وزیران ایجاد گردید.

## روستاهای تابعه
شیخ شبان •  لارک
مرکز این دهستان روستای شیخ شبان می باشد.

## جمعیت
جمعیت این دهستان افزون بر ۳۰۰۰ نفر می باشد.